# نیلوفر (فیلم)
نیلوفر فیلمی به کارگردانی و نویسندگی سابین ژمایل و تهیه‌کنندگی فرشته طائرپور و ژان برهات محصول سال ۱۳۸۵ ایران است.

## خلاصه فیلم
نیلوفر داستان یک دختر بچه عراقی است که در سر رؤیای درس خواندن و پزشک شدن را می‌پروراند. روابط او با افراد خانواده اش به خصوص عموی چوپانش بستر اتفاقات تازه‌ای می‌شود.

## بازیگران
- رویا نونهالی
- فاطمه معتمدآریا
- شهاب حسینی
- هنگامه قاضیانی
- امیر آقایی
- صادق صفایی
- نیره فراهانی
- تورج فرامرزیان
- رضا مسعودی
- زهرا داوودنژاد